# Sejny (district)
Sejny (powiat sejneński, Litouws: Seinų apskritis) is een Pools district (powiat) in de woiwodschap Podlachië. Het district heeft een oppervlakte van 856,07 km² en telt 20.778 inwoners (2014).